# توم كلانسي سبلينتر سيل (لعبة فيديو)
توم كلانسي سبلينتر سيل (بالإنجليزية: Tom Clancy's Splinter Cell)‏ هي لعبة إلكترونية من نمط المغامرات واطلاق النار وحل الألغاز، أنتجت شركة يوبي سوفت سنة 2002 .

## وصلات خارجية
- توم كلانسي سبلينتر سيل على موقع IMDb (الإنجليزية)

- Splinter Cell, Official site
- Splinter Cell Series على مشروع الدليل المفتوح